# Nguyễn Đình Cổn
Nguyễn Đình Cổn (1652-1685) là danh thần thời vua Lê chúa Trịnh, làm đến Thiêm đô Ngự sử, Hình bộ Tả thị lang tước Đông Triều nam.

## Xuất thân
Nguyễn Đình Cổn, hay còn gọi là Nguyễn Đình Nhượng, sinh năm 1652 tại Bàng Thị, xã Bích Triều, huyện Thanh Chương, phủ Đức Quang. Nay là xã Thanh Giang, huyện Thanh Chương, tỉnh Nghệ An.
Thủy tổ của ông là Nguyễn Phúc Khanh, một quan lại nhà Minh đi sứ Đại Việt. Sau kết hôn với bà Trần Thị Hoan ở làng Bích Triều, Thanh Giang, Thanh Chương.
Ông là con trai cả của Quốc tử giám Giám sinh, Đề đốc Bích quận công Nguyễn Phúc Vĩnh và bà Nguyễn Thị Lợi, người mẹ vốn dòng dõi trâm anh thế phiệt.
Chúa Trịnh từng ban thơ cho bà:
Phiên âm:
Hữu đoạn chức cơ
Hiệu Mạnh Gia chi miễn học
Liên hòa hùng phủ
Sư dĩnh mẫu chi tối cần
Tạm dịch:
Chặt phăng khung cửi
Gắng học theo Mạnh Mẫu
Tâm can dành cho con
Mẹ thông minh cần mẫn.

## Vinh quy bái tổ
Nguyễn Đình Cổn tuy còn nhỏ nhưng đã rất thông tuệ, tướng mạo khôi ngô, thông minh khác thường. Ông nổi tiếng khắp vùng vì tài đối đáp sáng suốt hơn người.
Năm 1667, đời vua Lê Huyền Tông, niên hiệu Cảnh Trị năm thứ 5, lúc đó Nguyễn Đình Cổn mới 15 tuổi, đã đỗ Giải Nguyên trong kỳ thi Hương khoa Đinh Mùi, nhưng chưa đủ tuổi để làm quan.
Năm 1668, ông lại đỗ khoa Ân thi Sĩ vọng.
Năm Bính Thìn (1676), đời vua Lê Hy Tông, niên hiệu Vĩnh Trị năm thứ nhất, Nguyễn Đình Cổn tiếp tục đỗ đệ tam giáp đồng Tiến sỹ xuất thân lúc 25 tuổi.
Cùng năm đó, triều đình lại mở khoa thi Tư khoa Đông các tiến sỹ, Nguyễn Đình Cổn đỗ hàng thứ ba, được sung Đông các hiệu thư. Sách Nghệ An ký chép rằng: “Ông là người cao minh tài trí hơn người, cha ông là Hương cống. Trong một năm đỗ Đệ tam giáp đồng Tiến sỹ xuất thân và Đông các Tiến sỹ. Hai lần bái tổ vinh quy. Người như thế xưa nay hiếm có”.
Vua Lê ban thưởng ông bốn chữ vàng “Nhất niên lưỡng vinh quy” (Tạm dịch: Một năm hai lần vinh quy bái tổ). Lần bái tổ vinh quy thứ nhất, Nguyễn Đình Cổn được hàng tổng rước theo đường Nam Đường về Bích Triều. Lần thứ hai, hai tổng Bích Hào và Thổ Hào phải mở con đường mới từ núi Cơ Sơn (ngày nay thuộc xã Nam Lộc, huyện Nam Đàn) để rước như một tân khoa. Cũng nhờ vậy mà ngày nay thành con đường thuận tiện cho nhân dân đi lại.

## Quan lại
Năm 1668, ông được chúa Trịnh Tạc cử làm Giám sát Ngự sử đạo Lạng Sơn.
Năm 1676 ông được Đặc tiến gia phong đại phu -  Thiêm đô Ngự sử.
Năm Chính hòa thứ 6, cử Chánh sứ Nguyễn Đình Cổn, Phó sứ Nguyễn Tiến Tài đi sứ nhà Thanh - tức vào năm 24 đời vua Khang Hy nhà Thanh (1685).
Ông mất trên đường đi sứ khi mới 33 tuổi. Vua Lê Hy Tông cử hành lễ nghi trang trọng, đưa về bản xứ Nghệ An, sức phát cho các quan thân chức tước văn võ rước, đón, táng thi hài ông ở Cồn Lăng thuộc huyện Thanh Chương. Sau đó, đến tháng 6, năm Nhâm Thìn, con cháu, các môn sinh và các quan văn võ tổng Bích Triều, làm lễ cải táng và chuyển mộ ông về xứ Cồn Cun (nay thuộc xã Thanh Giang, Thanh Chương). Vua Lê truy tặng ông 3 chữ “tử vì quốc” và chức “Tả thị lang bộ Hình, Đông triều Nam tước".
Dân huyện lập đền thờ phụng tại thôn Bích Triều, hằng năm 19/11 âm lịch tổ chức cử hành đại lễ.
Ông có văn bia trong Văn miếu Quốc tử giám và Văn miếu đình Võ Liệt.
Năm 2020, tỉnh Nghệ An quyết định đặt tên cho ông làm một con đường ở Thị trấn Dùng.
Nhiều sử sách lưu giữ tên ông như: Đại Việt sử ký toàn thư, Đại Việt lịch triều đăng khoa, Lịch triều đăng khoa bị khảo, Nghệ An ký, Lịch triều hiến chương loại chí, Đại Việt sử ký tục biên...
Ông còn là một nhà thơ, các tác phẩm của ông còn được lưu lại khá nhiều trong Tổng tập Văn học Việt Nam như: Họa vần mừng Quốc lão, Họa bài thơ lưu biệt của Chu Xán, Thứ vận hạ hữu thị lang...